# Ľubomír Kotrha
Ľubomír Kotrha (geb. 5. April 1950 in Trenčín) ist ein slowakischer Cartoonist.

## Leben und Werk
Ľubomír Kotrha wurde 1950 in Trenčín geboren, wo er auch heute lebt und arbeitet. Er studierte an der Höheren Schule für Bauwesen in Trenčín, an der er 1969 seinen Abschluss machte. Er setzte sein Studium an der Fakultät für Architektur der Slowakischen Technischen Universität in Bratislava fort, brach es jedoch vor Ende des ersten Semesters ab und arbeitet seitdem als freischaffender Künstler. Seinen ersten Cartoon veröffentlichte er 1967, und seither erschienen zehntausende seiner Zeichnungen in mehr als hundert verschiedenen Zeitungen und Zeitschriften im In- und Ausland.
Seine Werke wurden in vielen Einzel- und zahlreichen Gemeinschaftsausstellungen in vielen Ländern der Welt ausgestellt. Sein eigenes Karikaturenbuch veröffentlichte er unter dem Titel Diagnóza XY (slowak.; Diagnose XY). Er illustrierte etwa zwanzig Bücher und Kalender (zuletzt das Goldene Buch des slowakischen Humors), außerdem arbeitete er in den Bereichen Plakatdesign und Zeichentrickfilm.
Sein Werk wurden mit einer Reihe renommierter Preise und Anerkennungen bei internationalen Karikaturenwettbewerben in verschiedenen Ländern der Welt ausgezeichnet.
In verschiedenen seiner Cartoons bilden die Außenpolitik der USA das Ziel seines Spottes.
Kothra ist verheiratet und hat zwei Kinder und einen Enkelsohn.